# Нилин, Михаил Павлович
Михаи́л Па́влович Ни́лин (род. 17 августа 1945, Москва) — российский психоаналитик, поэт и сценарист.

## Биография
Окончил факультет психологии МГУ имени М.В. Ломоносова. Участвовал в военных действиях в Анголе в качестве военного инструктора. Заведовал книжным магазином (ныне магазин «Библио-Глобус»). Ведет практику как психоаналитик. Коллекционирует старинные бутылки.

## Творчество
С 1970-х годов по настоящее время пишет стихи, преимущественно в минималистическом стиле. Был близок к поэтам Лианозовской школы и круга Иоффе—Сабурова. «Нилин... идет от отдельного слова, кладя в основу своей поэтики принцип анаграммы: переход между словами (или мельчайшими речевыми фрагментами) осуществляется через совпадающие или перекликающиеся звуковые группы. В качестве одной из параллелей к своей поэтике сам Нилин назвал творчество Елизаветы Мнацакановой, известной как один из наиболее последовательных практиков применения к поэзии методов музыкальной композиции. При этом для такой сложной работы Нилин, как, впрочем, и Сухотин, берет демонстративно "сниженный", "непоэтический" материал – по собственному ироническому выражению автора, "жизнь простого народа".»
Писал киносценарии.

## Книги
- Акцидентный набор. — М.: Библиотека альманаха «Весы», 1992. — 62 с.
- 1993 — 1997 Архивная копия от 18 декабря 2018 на Wayback Machine. Стихи. — М.: АРГО-РИСК, Библиотека альманаха «Весы», 1997. — 104 с.
- Стихи 1998 года Архивная копия от 17 декабря 2018 на Wayback Machine. — М.: АРГО-РИСК, 1999. — 40 с.
- Стихи 1999 года. — Тверь: Kolonna publications, 1999. — 80 с.
- Приложение к 1993—1997. — М.: Библиотека альманаха «Весы», 2002. — 120 с.

## Высказывания о творчестве
- «Нилин близок Некрасову напряжённым вниманием к спонтанно возникающим в речи стихоподобным явлениям: аллитерациям, случайным метрам; в более ранних книгах он даже не чуждается found poetry, публикуя в качестве стихотворений укладывающиеся в метр случайные разговорные реплики ("Я ждал жену у входа в Дом учёных" <…>) или мелкие письменные тексты прикладного характера (<…> "Замена колес у хозяйственных сумок") <…>. Для Нилина с самой первой его книги существенна способность речевых конструкций и словарных предпочтений выражать — помимо воли говорящего — дух эпохи, атмосферу определенной субкультуры или ситуации.» (Дмитрий Кузьмин)[3]

## Семья
Отец — писатель Павел Нилин, брат — журналист Александр Нилин. Сын — поэт, прозаик, фотограф, художник, актер, режиссер Викентий Нилин.